# Platanes du Roi de Rome
Les platanes du Roi de Rome sont de grands platanes bicentenaires situé dans le lieu-dit La Baraque sur la commune des Mathes, dans le département français de la Charente-Maritime en région Nouvelle-Aquitaine. Ils datent de 1810 et marquent l'entrée de la forêt d'Arvert. Ils sont répertoriés arbres remarquables de Charente-Maritime.

## Histoire
Le 12 décembre 1810, l'inspecteur des forêts de Saint-Jean-d'Angély adresse une lettre au garde de la forêt d'Arvert :

« Monsieur,
J'ai fait remettre à Monsieur Michel, aubergiste à Marennes, deux platanes pour être plantés dans la forêt d'Arvert.
Vous voudrez bien les faire prendre et les planter avec précaution, c'est-à-dire ne pas les planter trop profond, et de les entourer de buissons.
J'irai à la forêt à la fin du mois.
P.S. : Prenez garde qu'il fasse beau temps, sans gelée, quand vous planterez les arbres. »

Plus tard, une autre lettre datée du 4 janvier 1811 :

« Monsieur le sous inspecteur m'a mandé, Monsieur le garde général, qu'il devait vous envoyer des arbres pour planter en l'honneur du mariage de l'empereur.
S'ils n'avaient pas été envoyés, vous ne manquerez pas de planter deux ormeaux, et vous marquerez le jour de la plantation, pour que j'en instruise le conservateur qui me demande des nouvelles de cette plantation. »

Les platanes seront plantés en décembre 1810 pour célébrer le mariage de Napoléon Ier avec Marie-Louise d'Autriche. En 1811, il est affirmé que les platanes ont été plantés en l'honneur de la naissance du roi de Rome, alors que les platanes étaient plantés en décembre 1810 et que le roi de Rome est né en mars 1811.